# Dean Lewington
Dean Scott Lewington (født 18. maj 1984) er en engelsk professionel fodboldspiller og træner, som spiller for League Two-klubben Milton Keynes Dons. Han holder rekorden for flest kampe for en enkelt klub i English Football League.

## Klubkarriere

### Wimbledon
Lewington kom igennem ungdomsakademiet hos Wimbledon og fik sin førsteholdsdebut med klubben den 5. april 2003 i en First Division-kamp imod Sheffield Wednesday.

### Milton Keynes Dons
Wimbledon flyttede i 2003 til Milton Keynes, og klubben blev i 2004 omdøbt til Milton Keynes Dons. Lewington blev hos holdet efter flytningen, og i 2008 blev han udpeget som klubbens nye anfører.
Den 26. december 2023 spillede Lewington sin ligakamp nummer 771 for MK Dons, og han slog hermed rekorden for flest kampe spillet for en enkelt klub i EFL's historie.

## Trænerkarriere
Efter at træner Russell Martin forlod klubben i august 2021, så trådte Lewington ind som midlertidig træner. Han trådte igen ind i rollen som midlertidig træner i december 2022 efter Liam Manning blev fyret.